# Moëlan-sur-Mer
Moëlan-sur-Mer (bret. Molan) – miejscowość i gmina we Francji, w regionie Bretania, w departamencie Finistère.
Według danych na rok 1990 gminę zamieszkiwało 6596 osób, a gęstość zaludnienia wynosiła 139 osób/km² (wśród 1269 gmin Bretanii Moëlan-sur-Mer plasuje się na 52. miejscu pod względem liczby ludności, natomiast pod względem powierzchni na miejscu 89.).